# Maures srilankais

Répartition des Maures au Sri Lanka, en pourcentage de la population de chaque district, d'après les données du recensement de 2001 (à l'exception des chiffres en italique qui remontent au recensement de 1981 ; depuis lors, d'importants déplacements de population se sont produits en raison de la guerre civile du Sri Lanka.

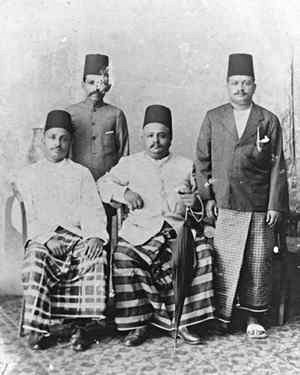

Les Maures sri-lankais (couramment appelés musulmans au Sri Lanka) forment le troisième plus important groupe ethnique du Sri Lanka, avec 8 % de la population totale du pays, soit environ deux millions de personnes. Ils sont musulmans pour la plupart. Ils descendent de marchands arabes installés au Sri Lanka entre le VIIIe et le XVe siècle. D'abord installés sur les côtes, ils avaient pour principales activités le commerce et l'agriculture, et ont préservé leur héritage arabo-musulman tout en adoptant un certain nombre de coutumes d'Asie du Sud. Pendant la colonisation portugaise, des vagues de persécution les ont amenés à se réfugier dans le centre de l'île et sur la côte orientale, où ils sont principalement implantés aujourd'hui. 
Les Maures sri-lankais ne parlent plus l'arabe, même si certains mots et expressions arabes sont toujours en usage. L'arwi (dialecte tamoul influencé par l'arabe) n'est plus parlé couramment. Les Maures utilisent aujourd'hui principalement le tamoul, et ceux qui habitent le centre et le Sud du Sri Lanka parlent également le cinghalais, langue aujourd'hui majoritaire au Sri Lanka.